# Петар Гойникович
Пе́тар Гойни́кович (серб. Петар Гојниковић) — сын Гойника и племянник Мутимира, правивший Сербией в качестве великого жупана с 892 по 917 год. Его точные даты жизни неизвестны, большинство информации о нем, как и о всей династии Властимировичей, исследователи черпают из труда Константина Багрянородного «Об управлении империей».

## Биография
Предположительно, Петар Гойникович родился между 870 и 874 годами и стал одним из первых Властимировичей, названным христианскими именем. Оно считается доказательством того, что к моменту его рождения сербы уже были крещены.
Когда Петар был еще молодым, между его отцом Гойником и дядей Мутимиром произошла усобица, в которой Мутимир победил. Своих братьев Гойника и Строимира он отправил в качестве заложников в Болгарию, а при себе оставил племянника Петра Гойниковича. Возможно, Петар был заложником при дворе своего дяди или даже был под стражей. Спустя некоторое время ему удалось бежать в Далмацию к хорватскому правителю Бранимиру.
После смерти Мутимира Сербией правили его сыновья. Около 892 года Петар Гойникович вернулся в страну во главе хорватского войска и поддерживаемый византийским императором. Ему удалось свергнуть сыновей Мутимира, которые бежали в Хорватию.
Предположительно, он отказался вознаградить хорватов за помощь и уже в 894 году Бран Мутимирович при поддержке хорватской армии попытался вернуть престол, но был разбит и ослеплен. В 896 году попытку свергнуть Петра Гойниковича предпринял его двоюродный брат Клонимир Строимирович. Он вторгся в Сербию с территории Болгарии и сумел захватить Достинику — одну из сербских крепостей. Сербскому войску удалось отбить её назад, а Клонимира в бою убил сам Петар Гойникович.

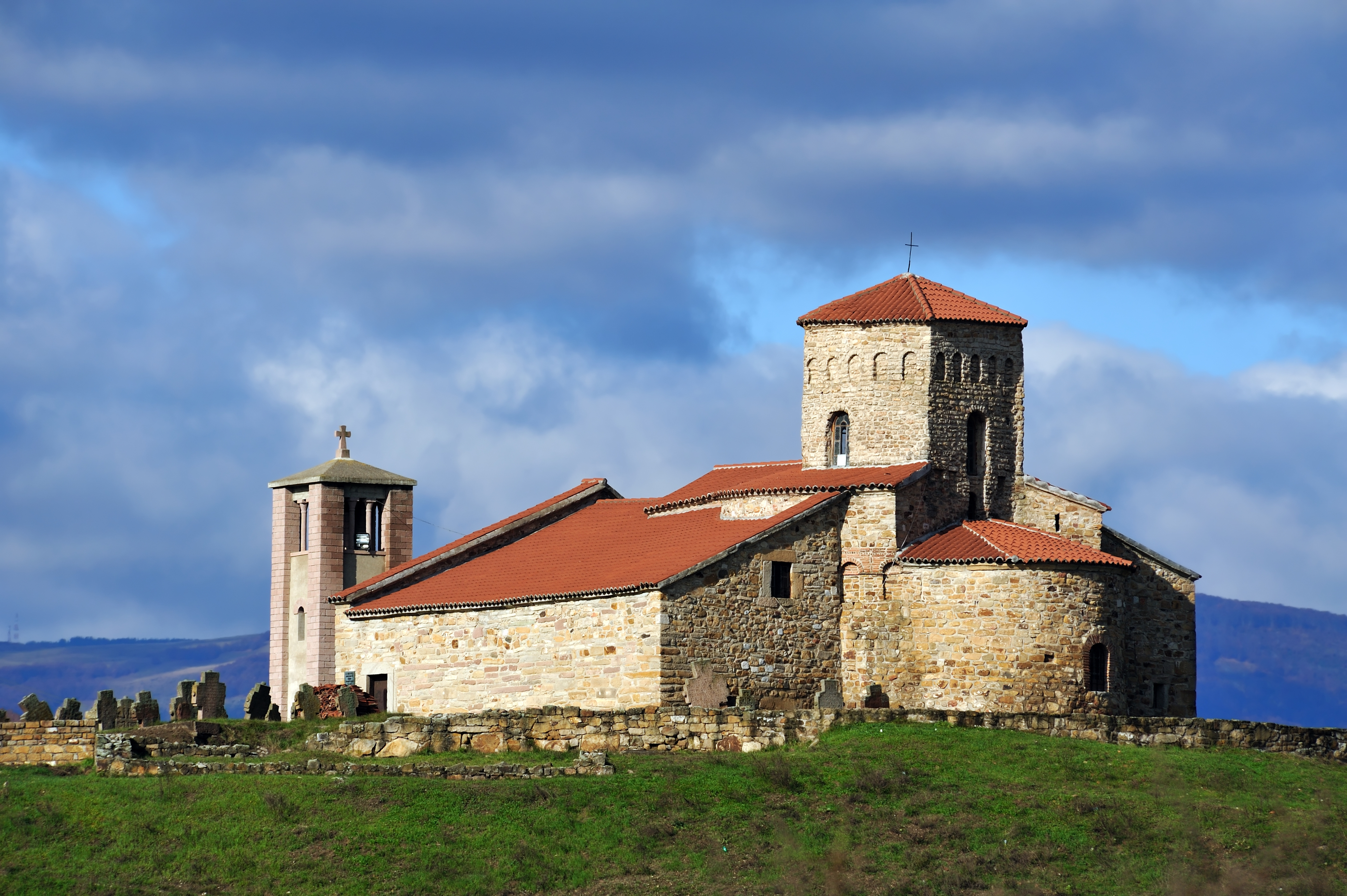
Петрова церковь в Расе — место захоронения Петра Гойниковича

После этого на протяжении многих лет Сербия не знала внешних вторжений. Установив хорошие отношения с Византией и Болгарией, Петар начал расширять свои владения за счет более мелких сербских гос. образований — Захумья и Пагании. Ему удалось занять Захумье, а местный правитель (жупан) Михайло Вишевич бежал на острова в Адриатическом море.
В то же время в начале X века обострился конфликт Болгарии и Византии. Византийцы начали переговоры с Петром Гойниковичем, стремясь привлечь его на свою сторону. О них узнал захумский жупан Михайло Вишевич и сообщил болгарскому правителю Симеону I. Около 917 года болгарская армия под руководством воевод Теодора Сигрицы и Мармаиса вторглась в Сербию. Стремясь избежать сражения, болгары пригласили Петра Гойниковича на переговоры, где схватили его и отправили в Болгарию. Правителем Сербии стал их ставленник Павле Бранович, признавший верховную власть Симеона.
Дата и точное место смерти Петра Гойниковича неизвестны. По данным Владимира Чоровича, он умер в болгарской темнице.